# Giải BAFTA lần thứ 54
Giải BAFTA lần thứ 54 được trao bởi Viện Hàn lâm Nghệ thuật Điện ảnh và Truyền hình Anh Quốc năm 2001 để tôn vinh những bộ phim xuất sắc nhất năm 2000.
Gladiator của Ridley Scott đoạt giải Phim hay nhất trong khi Lý An giành giải Đạo diễn xuất sắc nhất cho Ngọa hổ tàng long. Billy Elliot được chọn là Phim Anh hay nhất năm 2000, còn diễn viên chính của phim, Jamie Bell, đoạt giải Nam diễn viên chính xuất sắc nhất. Julia Roberts đoạt giải Nữ diễn viên chính xuất sắc nhất với vai diễn trong Erin Brockovich, Benicio del Toro đoạt giải Nam diễn viên phụ xuất sắc nhất cho phim Traffic, còn Julie Walters được giải Nữ diễn viên phụ xuất sắc nhất cho phim Billy Elliot.

## Chiến thắng và đề cử

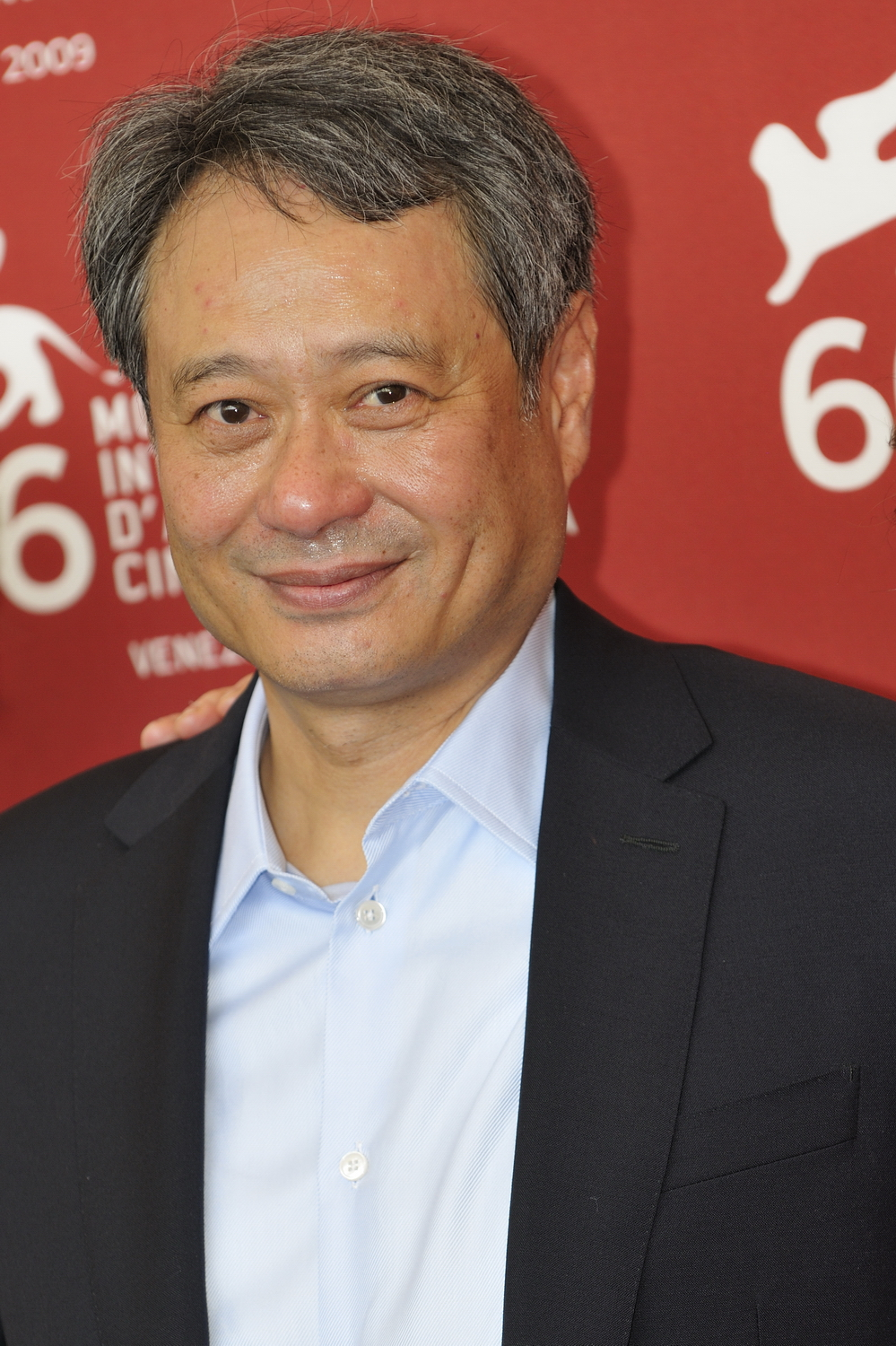
Lý An, Đạo diễn xuất sắc nhất

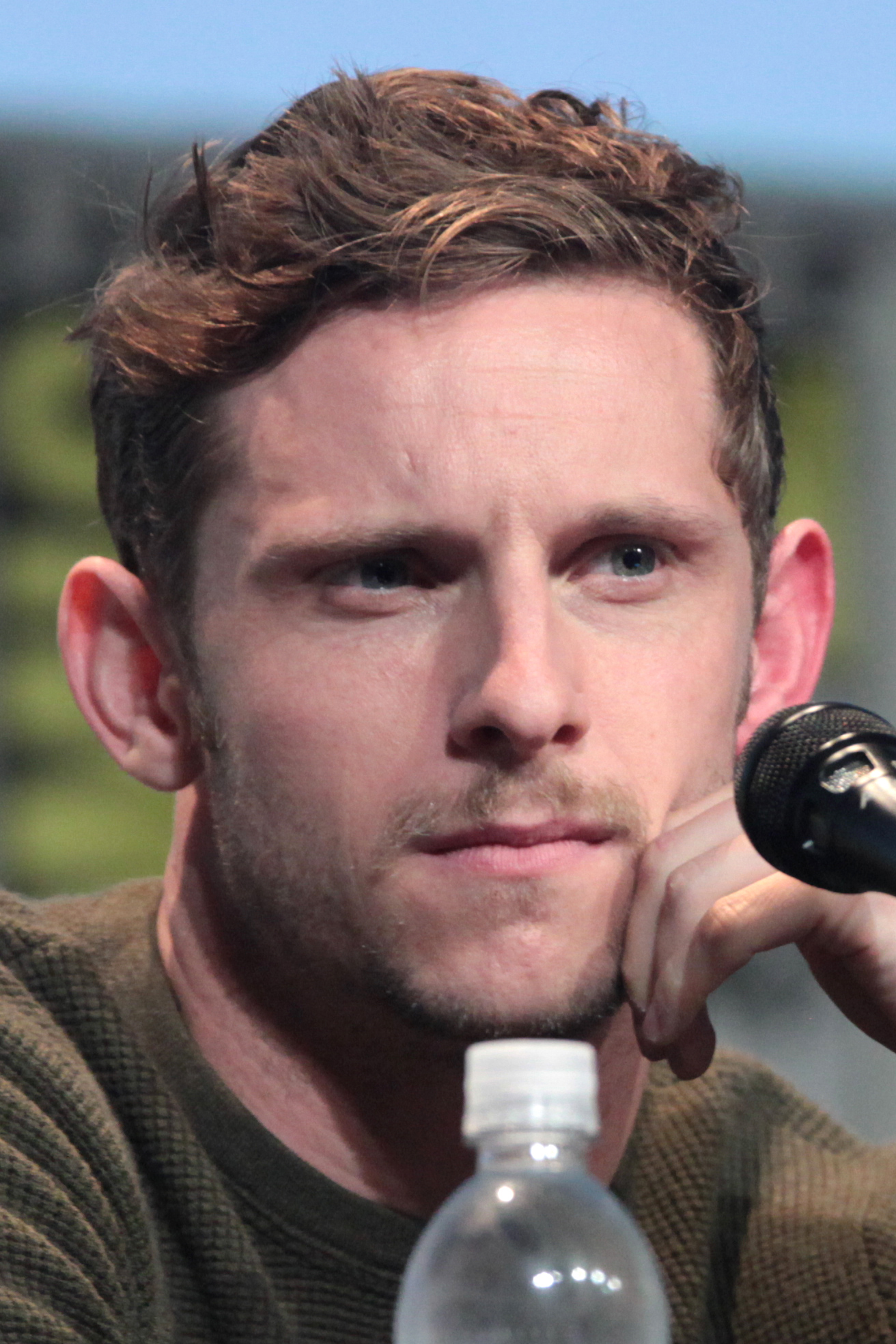
Jamie Bell, Nam diễn viên chính xuất sắc nhất

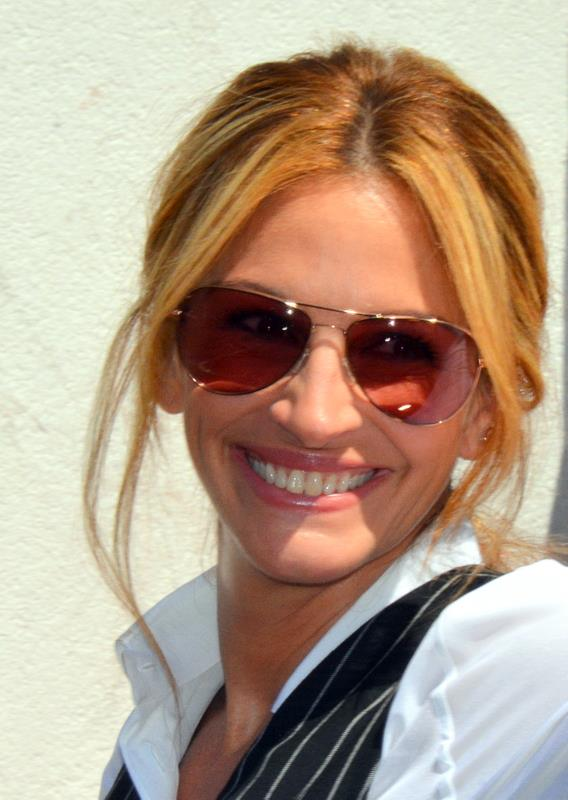
Julia Roberts, Nữ diễn viên chính xuất sắc nhất

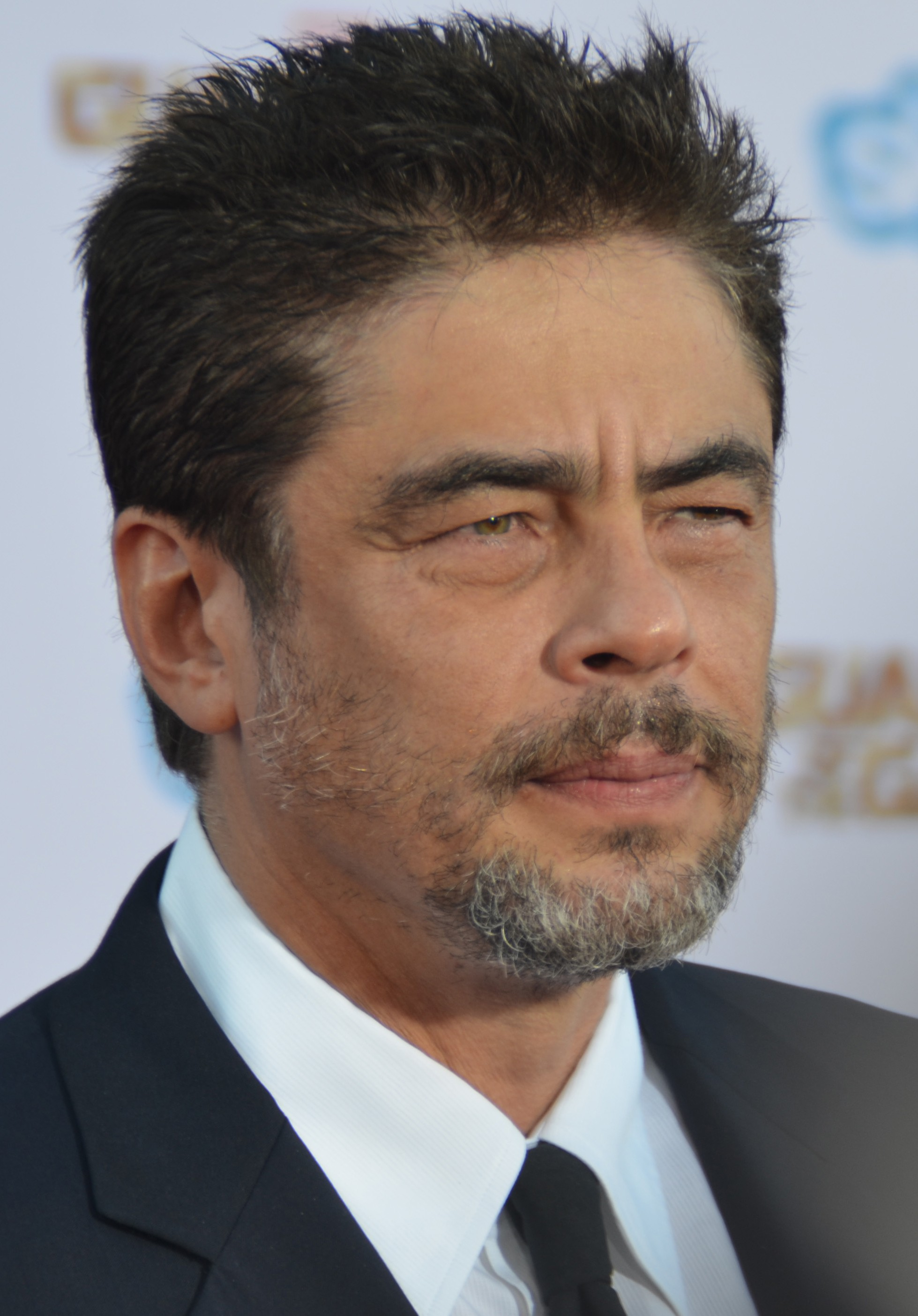
Benicio del Toro, Nam diễn viên phụ xuất sắc nhất

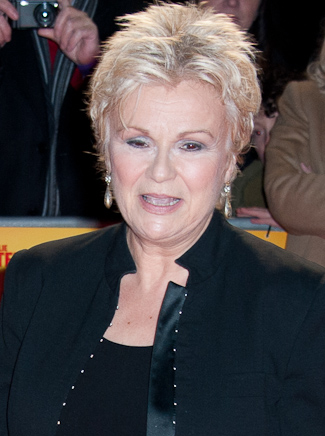
Julie Walters, Nữ diễn viên phụ xuất sắc nhất

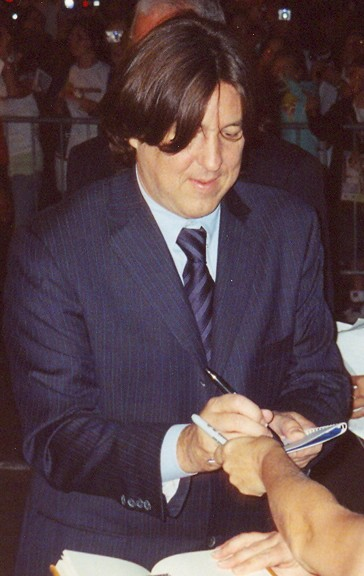
Cameron Crowe, Kịch bản gốc xuất sắc nhất

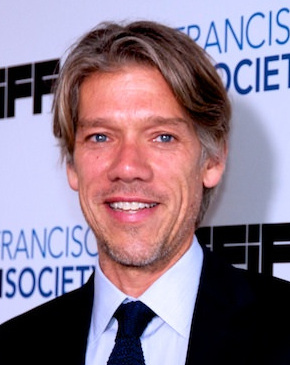
Stephen Gaghan, Kịch bản chuyển thể xuất sắc nhất

| Phim hay nhất Gladiator – Douglas Wick, David Franzoni và Branko Lustig - Almost Famous – Cameron Crowe và Ian Bryce - Billy Elliot – Greg Brenman và Jon Finn - Ngọa hổ tàng long – William Kong, Hsu Li-kong và Lý An - Erin Brockovich – Danny DeVito, Michael Shamberg và Stacey Sher | Đạo diễn xuất sắc nhất Lý An – Ngọa hổ tàng long - Ridley Scott – Gladiator - Stephen Daldry – Billy Elliot - Steven Soderbergh – Erin Brockovich - Steven Soderbergh – Traffic |
| Nam diễn viên chính xuất sắc nhất Jamie Bell – Billy Elliot vai Billy Elliot - Geoffrey Rush – Quills vai Hầu tước de Sade - Michael Douglas – Wonder Boys vai Giáo sư Grady Tripp - Russell Crowe – Gladiator vai Maximus Decimus Meridius - Tom Hanks – Cast Away vai Chuck Noland | Nữ diễn viên chính xuất sắc nhất Julia Roberts – Erin Brockovich vai Erin Brockovich - Hilary Swank – Boys Don't Cry vai Brandon Teena - Juliette Binoche – Chocolat vai Vianne Rocher - Kate Hudson – Almost Famous vai Pennie Lane Trumbull - Dương Tử Quỳnh – Ngọa hổ tàng long vai Yu Shu Lien |
| Nam diễn viên phụ xuất sắc nhất Benicio del Toro – Traffic vai Javier Rodriguez - Albert Finney – Erin Brockovich vai Edward L. Masry - Gary Lewis – Billy Elliot vai Jackie Elliot - Joaquin Phoenix – Gladiator vai Commodus - Oliver Reed – Gladiator vai Antonius Proximo | Nữ diễn viên phụ xuất sắc nhất Julie Walters – Billy Elliot vai Sandra Wilkinson - Frances McDormand – Almost Famous vai Elaine Miller - Judi Dench – Chocolat vai Armande Voizin - Lena Olin – Chocolat vai Josephine Muscat - Chương Tử Di – Ngọa hổ tàng long vai Jen Yu |
| Kịch bản gốc xuất sắc nhất Almost Famous – Cameron Crowe - Billy Elliot – Lee Hall - Erin Brockovich – Susannah Grant - Gladiator – David Franzoni, John Logan và William Nicholson - O Brother, Where Art Thou? – Ethan Coen và Joel Coen | Kịch bản gốc xuất sắc nhất Traffic – Stephen Gaghan - Chocolat – Robert Nelson Jacobs - Ngọa hổ tàng long – James Schamus, Wang Hui-ling và Tsai Kuo Jung - High Fidelity – D. V. DeVincentis và Steve Pink, John Cusack và Scott Rosenberg - Wonder Boys – Steve Kloves |
| Quay phim xuất sắc nhất Gladiator – John Mathieson - Billy Elliot – Brian Tufano - Chocolat – Roger Pratt - Ngọa hổ tàng long – Peter Pau - O Brother, Where Art Thou? – Roger Deakins | Thiết kế phục trang xuất sắc nhất Ngọa hổ tàng long – Timmy Yip - Chocolat – Renee Ehrlich Kalfus - Gladiator – Janty Yates - The House of Mirth – Monica Howe - Quills – Jacqueline West |
| Dựng phim xuất sắc nhất Gladiator – Pietro Scalia - Billy Elliot – John Wilson - Ngọa hổ tàng long – Tim Squyres - Erin Brockovich – Anne V. Coates - Traffic – Stephen Mirrione | Hóa trang và làm tóc xuất sắc nhất How the Grinch Stole Christmas – Rick Baker, Kazu Hiro, Tony G, Gail Ryan và Sylvia Nava - Chocolat – Naomi Donne - Ngọa hổ tàng long – Man Yun Ling và Chau Siu Mui - Gladiator – Paul Engelen và Graham Johnston - Quills – Peter King và Nuala Conway |
| Nhạc phim hay nhất Ngọa hổ tàng long – Tan Dun - Almost Famous – Nancy Wilson - Billy Elliot – Stephen Warbeck - Gladiator – Hans Zimmer và Lisa Gerrard - O Brother, Where Art Thou? – T Bone Burnett và Carter Burwell | Thiết kế sản xuất xuất sắc nhất Gladiator – Arthur Max - Chocolat – David Gropman - Ngọa hổ tàng long – Timmy Yip - O Brother, Where Art Thou? – Dennis Gassner - Quills – Martin Childs |
| Âm thanh xuất sắc nhất Almost Famous – Jeff Wexler, Doug Hemphill, Rick Kline, Paul Massey và Mike Willhoit - Billy Elliot – Mark Holding, Mike Prestwood Smith và Zane Hayward - Ngọa hổ tàng long – Drew Kunin, Reilly Steele, Eugene Gearty và Robert Fernandez - Gladiator – Ken Weston, Scott Millan, Bob Beemer và Per Hallberg - The Perfect Storm – Keith A. Wester, John T. Reitz, Gregg Rudloff, David E. Campbell, Wylie Stateman và Kelly Cabral | xuất sắc nhất The Perfect Storm – Stefen Fangmeier, John Frazier, Walt Conti, Habib Zargarpour và Tim Alexander - Phi đội gà bay – Paddy Eason, Mark Nelmes và Dave Alex Riddett - Ngọa hổ tàng long – Rob Hodgson, Leo Lo, Jonathan F. Strylund, Bessie Cheuk và Travis Baumann - Gladiator – John Nelson (họa sĩ hiệu ứng hình ảnh), Tim Burke, Rob Harvey và Neil Corbould - Vertical Limit – Kent Houston, Tricia Ashford, Neil Corbould, Paul Docherty và Dion Hatch |
| Phim Anh hay nhất Billy Elliot – Greg Brenman, Jon Finn và Stephen Daldry - Phi đội gà bay – Peter Lord, David Sproxton và Nick Park - The House of Mirth – Olivia Stewart và Terence Davies - Last Resort – Ruth Caleb và Paweł Pawlikowski - Sexy Beast – Jeremy Thomas và Jonathan Glazer | Đạo diễn, Biên kịch, Nhà sản xuất đầu tay người Anh nổi bật Last Resort – Paweł Pawlikowski (Biên kịch/Đạo diễn) - Billy Elliot – Lee Hall (Biên kịch) - Billy Elliot – Stephen Daldry (Đạo diễn) - Saving Grace – Mark Crowdy (Biên kịch/Sản xuất) - Some Voices – Simon Cellan Jones (Đạo diễn) |
| Phim hoạt hình ngắn hay nhất Cha và con gái – Claire Jennings, Willem Thijssen và Michaël Dudok de Wit - Cloud Cover – Lisbeth Svarling - Lounge Act – Teun Hitte và Gareth Love - Six of One – Phil Davies và Tim Webb | Phim ngắn hay nhất Shadowscan – Gary Holding, Justine Leahy và Tinge Krishnan - Going Down – Soledad Gatti-Pascual, Tom Shankland và Jane Harris - Je t'aime John Wayne – Luke Morris, Toby MacDonald và Luke Ponte - The Last Post – Lee Santana và Dominic Santana - Sweet – Rob Mercer và James Pilkington |
| Phim không nói tiếng Anh hay nhất Ngọa hổ tàng long – William Kong, Hsu Li-kong và Lý An - Girl on the Bridge – Christian Fechner và Patrice Leconte - Harry, He's Here to Help – Michel Saint-Jean và Dominik Moll - Tâm trạng khi yêu – Vương Gia Vệ - Malèna – Harvey Weinstein, Carlo Bernasconi và Giuseppe Tornatore | |

## Thống kê
| Số lượng | Phim                       |
| -------- | -------------------------- |
| 14       | Ngọa hổ tàng long          |
| 14       | Gladiator                  |
| 13       | Billy Elliot               |
| 8        | Chocolat                   |
| 6        | Almost Famous              |
| 6        | Erin Brockovich            |
| 4        | O Brother, Where Art Thou? |
| 4        | Quills                     |
| 4        | Traffic                    |
| 2        | Phi đội gà bay             |
| 2        | The House of Mirth         |
| 2        | Last Resort                |
| 2        | The Perfect Storm          |
| 2        | Wonder Boys                |

| Số lượng | Phim              |
| -------- | ----------------- |
| 4        | Ngọa hổ tàng long |
| 4        | Gladiator         |
| 3        | Billy Elliot      |
| 2        | Almost Famous     |
| 2        | Traffic           |